# Velika nagrada Avstrije 2015
Velika nagrada Avstrije 2015 je bila osma dirka svetovnega prvenstva Formule 1 v sezoni 2015. Odvijala se je 21. junija 2015 na dirkališču Red Bull Ring. Zmagal je Nico Rosberg iz moštva Mercedes, drugo mesto je osvojil njegov moštveni kolega Lewis Hamilton, tretji pa je bil Felipe Massa iz moštva Williams. Šlo je za drugo zaporedno zmago Rosberga in drugo zaporedno dvojno zmago Mercedesa na Veliki nagradi Avstrije.

## Poročilo

### Kvalifikacije
Kvalifikacije so potekale v treh delih. V prvem delu je bil Kimi Räikkönen iz moštva Ferrari eden od petih izločenih dirkačev. Po njegovih besedah naj bi šlo za napako v komunikaciji, zaradi katere ni imel dovolj časa za še en hiter krog. Ker je bila steza na začetku kvalifikacij še vedno mokra, so se časi z vsakim krogom izboljševali, dirkači pa so na koncu prvega dela lahko zamenjali »vmesne« pnevmatike za pnevmatike za suho stezo. Medtem ko sta oba dirkača moštva Manor Marussia dosegla najslabša časa in končala na koncu štartne vrste, je bil v prvem delu izločen tudi McLarnov dirkač Jenson Button, ki je na dirki prejel časovne kazni, saj ni mogel izkoristiti celotne 25-mestne kazni.
Na suhi stezi v drugem delu kvalifikacij sta bila oba dirkača moštva Mercedes najhitrejša, pri čemer je bil Rosberg za štiri desetinke sekunde hitrejši od Hamiltona. Fernandu Alonsu v drugem dirkalniku moštva McLaren se ni uspelo prebiti v tretji del, kar je pomenilo, da je že sedmič v sezoni 2015 izpustil zadnji del kvalifikacij, enako kot v celotnem obdobju svojega nastopanja pri Ferrariju v petih prejšnjih sezonah. Daniel Ricciardo iz moštva Red Bull Racing se je uvrstil na 14. mesto ter, podobno kot Button, ni mogel v celoti izkoristiti kazni desetih mest.
Najboljših deset dirkačev se je borilo v tretjem delu kvalifikacij. Romain Grosjean iz moštva Lotus ni postavil časa zaradi težav z zavorami. Na začetku tretjega dela sta oba dirkača moštva Mercedes odpeljala dva hitra kroga. Po prvem krogu je bil Rosberg pred Hamiltonom, ki je v drugem krogu izboljšal čas in bil za dve desetinki sekunde hitrejši od svojega moštvenega kolega. Med zadnjimi kratkimi krogi na koncu kvalifikacij sta se Hamilton in Rosberg zavrtela na različnih delih steze, Hamilton v prvem ovinku, Rosberg pa v zadnjem, kar je pomenilo, da je vrstni red ostal enak, Hamilton pa je osvojil 45. najboljši štartni položaj v karieri in se izenačil s Sebastianom Vettlom, ki je pri Ferrariju kvalifikacije končal z uvrstitvijo na tretje mesto. Lanski zmagovalec kvalifikacij Massa iz moštva Williams se je tokrat uvrstil na četrto mesto. Nico Hülkenberg iz moštva Force India, ki je teden dni pred dirko za Veliko nagrado Avstrije s Porschejem zmagal na dirki za 24 ur Le Mansa, je končal na petem mestu. Na šesto mesto se je uvrstil Valtteri Bottas v drugem dirkalniku moštva Williams.

### Dirka
Rosberg je dobro štartal, prehitel moštvenega kolega Hamiltona in prevzel vodstvo v prvem ovinku. Räikkönena je na izhodu iz naslednjega ovinka močno zavrtelo in ga odneslo na zunanjo stran steze, kjer je trčil v dirkalnik Alonsa, ki ga je dvignilo na zgornji del dirkalnika Räikkönena. Oba voznika sta trčenje prestala nepoškodovana. Posredoval je varnostni avtomobil. Na koncu kroga je postanek v boksih opravil Daniil Kvjat, da bi zamenjal poškodovano sprednje krilo, Will Stevens pa je odstopil zaradi puščanja olja. Ko se je varnostni avtomobil na koncu šestega kroga vrnil v bokse, je Rosbergu uspelo ubraniti prednost pred Hamiltonom, ki jo je do enajstega kroga povečal na 2,3 sekunde. V dvanajstem krogu je zaradi okvare odstopil tudi Button, kar je po odstopu Alonsa pomenilo konec dirke za moštvo McLaren.
V 16. krogu je Bottas prehitel Maxa Verstappna iz moštva Toro Rosso in prevzel šesto mesto, ki ga je izgubil na začetku dirke, medtem ko je Hamilton začel zmanjševati zaostanek za Rosbergom, ki pa se je odzval in do 27. kroga povečal prednost na štiri sekunde. Bottas je v 26. krogu prehitel Hülkenberga in prevzel peto mesto, po postanku v boksih pa je Hülkenberg spet prišel na peto mesto. Drugi dirkač moštva Toro Rosso Carlos Sainz je zaradi prehitre vožnje v boksih prejel kazen petih sekund, vendar tista ni bila uporabljena, saj je Sainz zaradi težav z dirkalnikom odstopil v 34. krogu. Pred postanki v boksih je Hamiltonu uspelo do 32. kroga zmanjšati zaostanek za Rosbergom na 2,2 sekunde. Ko je Rosberg krog kasneje opravil postanek v boksih, je Hamilton prevzel vodstvo, kar je pomenilo, da je vodil vsaj v enem krogu na sedemnajstih zaporednih dirkah, s čimer je izenačil 45 let star rekord Jackieja Stewarta, ki je vodil vsaj v enem krogu med Veliko nagrado ZDA 1968 in Veliko nagrado Belgije 1970.
Hamilton se je v 35. krogu ustavil v boksih. Ko je zapeljal za svojim moštvenim kolegom, je prevozil belo črto na izhodu iz boksov. Zaradi tega je bil kaznovan s petimi sekundami, kar se mu je prištelo k ciljnemu času. Vettel je postanek v boksih opravil dva kroga pozneje. Zaradi težave s kolesno matico je miroval več kot 13 sekund, nakar se je Massa prebil na tretje mesto. Grosjean je zaradi težav z menjalnikom odstopil. Vettel je zmanjšal zaostanek za Masso, vendar ga na koncu ni mogel prehiteti. Massa je z ubranitvijo tretjega mesta osvojil svojo prvo uvrstitev na stopničke v sezoni 2015. Proti koncu dirke se je Pastor Maldonado, moštveni kolega Grosjeana pri Lotusu, boril z Verstappnom za sedmo mesto. Verstappen je na koncu prepozno zaviral v prvem ovinku, nakar je Maldonado dobil ta boj. Rosberg se je v zadnjih krogih pritoževal nad vibracijami sprednjih koles. Na koncu je ciljno črto prečkal tri sekunde pred moštvenim kolegom Hamiltonom, s čimer je dosegel svojo tretjo zmago v sezoni in drugo zaporedno na Veliki nagradi Avstrije. Rosberg je svoj zaostanek za Hamiltonom v skupnem seštevku dirkaškega prvenstva zmanjšal na deset točk.

## Rezultati

### Kvalifikacije
| Poz  | Št | Dirkač           | Konstruktor          | 1. del   | 2. del   | 3. del    | Št. m. |
| ---- | -- | ---------------- | -------------------- | -------- | -------- | --------- | ------ |
| 1    | 44 | Lewis Hamilton   | Mercedes             | 1:12,218 | 1:09,062 | 1:08,455  | 1      |
| 2    | 6  | Nico Rosberg     | Mercedes             | 1:10,976 | 1:08,634 | 1:08,655  | 2      |
| 3    | 5  | Sebastian Vettel | Ferrari              | 1:11,184 | 1:09,392 | 1:08,810  | 3      |
| 4    | 19 | Felipe Massa     | Williams-Mercedes    | 1:11,830 | 1:09:719 | 1:09,192  | 4      |
| 5    | 27 | Nico Hülkenberg  | Force India-Mercedes | 1:11,319 | 1:09,604 | 1:09,278  | 5      |
| 6    | 77 | Valtteri Bottas  | Williams-Mercedes    | 1:11,894 | 1:09,598 | 1:09,319  | 6      |
| 7    | 33 | Max Verstappen   | Toro Rosso-Renault   | 1:11,307 | 1:09,631 | 1:09,612  | 7      |
| 8    | 26 | Daniil Kvjat     | Red Bull-Renault     | 1:12,092 | 1:10,187 | 1:09,694  | 15     |
| 9    | 12 | Felipe Nasr      | Sauber-Ferrari       | 1:12,001 | 1:09,652 | 1:09,713  | 8      |
| 10   | 8  | Romain Grosjean  | Lotus-Mercedes       | 1:11,821 | 1:09,920 | brez časa | 9      |
| 11   | 13 | Pastor Maldonado | Lotus-Mercedes       | 1:11,661 | 1:10,374 |           | 10     |
| 12   | 9  | Marcus Ericsson  | Sauber-Ferrari       | 1:12,388 | 1:10,426 |           | 11     |
| 13   | 55 | Carlos Sainz Jr. | Toro Rosso-Renault   | 1:11,158 | 1:10,465 |           | 12     |
| 14   | 3  | Daniel Ricciardo | Red Bull-Renault     | 1:11,973 | 1:10,482 |           | 18     |
| 15   | 14 | Fernando Alonso  | McLaren-Honda        | 1:12,508 | 1:10,736 |           | 19     |
| 16   | 11 | Sergio Pérez     | Force India-Mercedes | 1:12,522 |          |           | 13     |
| 17   | 22 | Jenson Button    | McLaren-Honda        | 1:12,632 |          |           | 20     |
| 18   | 7  | Kimi Räikkönen   | Ferrari              | 1:12,867 |          |           | 14     |
| 19   | 98 | Roberto Merhi    | Marussia-Ferrari     | 1:14,071 |          |           | 16     |
| 20   | 28 | Will Stevens     | Marussia-Ferrari     | 1:15,368 |          |           | 17     |
| Vir: |    |                  |                      |          |          |           |        |

### Dirka
| Poz  | Št | Dirkač           | Konstruktor          | Krogi | Čas/Odstop    | Št. m. | Toč |
| ---- | -- | ---------------- | -------------------- | ----- | ------------- | ------ | --- |
| 1    | 6  | Nico Rosberg     | Mercedes             | 71    | 1:30:16,930   | 2      | 25  |
| 2    | 44 | Lewis Hamilton   | Mercedes             | 71    | +8,8001       | 1      | 18  |
| 3    | 19 | Felipe Massa     | Williams-Mercedes    | 71    | +17,573       | 4      | 15  |
| 4    | 5  | Sebastian Vettel | Ferrari              | 71    | +18,181       | 3      | 12  |
| 5    | 77 | Valtteri Bottas  | Williams-Mercedes    | 71    | +53,604       | 6      | 10  |
| 6    | 27 | Nico Hülkenberg  | Force India-Mercedes | 71    | +1:04,075     | 5      | 8   |
| 7    | 13 | Pastor Maldonado | Lotus-Mercedes       | 70    | +1 krog       | 10     | 6   |
| 8    | 33 | Max Verstappen   | Toro Rosso-Renault   | 70    | +1 krog       | 7      | 4   |
| 9    | 11 | Sergio Pérez     | Force India-Mercedes | 70    | +1 krog       | 13     | 2   |
| 10   | 3  | Daniel Ricciardo | Red Bull-Renault     | 70    | +1 krog       | 18     | 1   |
| 11   | 12 | Felipe Nasr      | Sauber-Ferrari       | 70    | +1 krog       | 8      |     |
| 12   | 26 | Daniil Kvjat     | Red Bull-Renault     | 70    | +1 krog       | 15     |     |
| 13   | 9  | Marcus Ericsson  | Sauber-Ferrari       | 69    | +2 kroga      | 11     |     |
| 14   | 98 | Roberto Merhi    | Marussia-Ferrari     | 68    | +3 krogi      | 16     |     |
| Ods  | 8  | Romain Grosjean  | Lotus-Mercedes       | 34    | Menjalnik     | 9      |     |
| Ods  | 55 | Carlos Sainz Jr. | Toro Rosso-Renault   | 34    | Menjalnik     | 12     |     |
| Ods  | 22 | Jenson Button    | McLaren-Honda        | 7     | El. sistem    | 20     |     |
| Ods  | 28 | Will Stevens     | Marussia-Ferrari     | 0     | Puščanje olja | 17     |     |
| Ods  | 7  | Kimi Räikkönen   | Ferrari              | 0     | Trčenje       | 14     |     |
| Ods  | 14 | Fernando Alonso  | McLaren-Honda        | 0     | Trčenje       | 19     |     |
| Vir: |    |                  |                      |       |               |        |     |